# Her Bounty
Her Bounty é um filme mudo norte-americano de 1914, do gênero drama, dirigido por Joe De Grasse e estrelado por Lon Chaney. O filme é agora considerado perdido.

## Elenco
- Pauline Bush - Ruth Braddon
- Joe King - David Hale
- Lon Chaney - Fred Howard
- Beatrice Van - Bessie Clay
- William B. Robbins